# Джонатан Гортон
Джонатан Гортон  (англ. Jonathan Horton, 31 грудня 1985) — американський гімнаст, олімпійський медаліст.

## Виступи на Олімпіадах
| Олімпіада   | Дисципліна       | Місце             |
| ----------- | ---------------- | ----------------- |
| Пекін 2008  | абсолютний залік | 9                 |
| Пекін 2008  | командний залік  | 3                 |
| Пекін 2008  | вільні вправи    | 17 (кваліфікація) |
| Пекін 2008  | паралельні бруси | 22 (кваліфікація) |
| Пекін 2008  | перекладина      | 2                 |
| Пекін 2008  | кільця           | 17 (кваліфікація) |
| Пекін 2008  | кінь             | 48 (кваліфікація) |
| Лондон 2012 | командний залік  | 5                 |
| Лондон 2012 | паралельні бруси | 68 r1/2           |
| Лондон 2012 | перекладина      | 6                 |
| Лондон 2012 | кільця           | 10 r1/2           |
| Лондон 2012 | кінь             | 56 r1/2           |